# Corsoncus magus
Corsoncus magus là một loài tò vò trong họ Ichneumonidae.